# Walther Unruh
Walther Karl Gustav Unruh (* 10. Januar 1898 in Dresden; † 28. August 1973 in Wiesbaden) war ein deutscher Sachverständiger und beratender Ingenieur sowie Hochschullehrer für Bühnentechnik an der Technischen Universität Berlin.

## Leben und Werk
Walther Unruh, Sohn eines Architekten, studierte Theaterwissenschaften an der Universität Leipzig sowie Elektrotechnik und Maschinenbau an der Technischen Hochschule Dresden, wo er mit dem akademischen Grad Dipl.-Ing. abschloss. 1920/1921 arbeitete er als technischer Assistent an der Sächsischen Staatsoper Dresden, 1921 bis 1923 bei der Theaterfirma Schwabe & Co. in Berlin. 1924 wurde er Technischer Direktor des Landestheaters Karlsruhe, 1925 Technischer Direktor am Nationaltheater Mannheim. Von 1934 bis 1945 war er Technischer Direktor der Hamburgischen Staatsoper. Im Zuge der Entnazifizierung wurde er nach dem Zweiten Weltkrieg aus dessen Betrieb verwiesen. 1946 wurde er fachberuflich als Sachverständiger und beratender Ingenieur für Bühnentechnik wieder tätig. 1947 übernahm er den Vorsitz des Fachnormenausschusses „Theatertechnik“ des Deutschen Instituts für Normung. Seit 1949 lehrte er Bühnentechnik an der Technischen Universität Berlin, die ihm 1954 den Titel eines Honorarprofessors verlieh. 1957 wurde er Vorsitzender der Deutschen Theatertechnischen Gesellschaft; später war er deren Ehrenvorsitzender. Außerdem wirkte er ab 1948/1949 als Herausgeber und Schriftleiter der Fachzeitschrift Bühnentechnische Rundschau. 1968 wurde er Gründungspräsident der Organisation Internationale des Scénographes Techniciens et Architectes de Théâtre (OISTAT).
Nach dem Zweiten Weltkrieg war Unruh maßgeblich am Wiederaufbau und Neubau von Theatern in Deutschland beteiligt. In den 1950er und 1960er Jahren erwarb er sich durch seine Entwürfe den Ruf eines national und international führenden Experten und Erneuerers der Bühnentechnik. Entwürfe zu Bühnenkonstruktionen und Beratungsdienstleistungen lieferte er insbesondere für folgende Häuser:
- Schauspielhaus Bochum (1953)
- Schwarzwaldhalle Karlsruhe (1954)
- Gran Teatre del Liceu, Barcelona (1954)
- Opernhaus Düsseldorf (1956)
- Nationaltheater Mannheim (1957)
- Kammerspiele Linz (1958)
- Metropolitan Opera New York (ab Ende der 1950er Jahre)
- Deutsche Oper Berlin (1961)
- Sydney Opera House (ab 1962)
- Großes Festspielhaus Salzburg (1963)

## Schriften (Auswahl)
- Moderne Bühnentechnik in Deutschland. Reale Accademia d’Italia, Rom 1935.
- mit Fritz Hansing: Hilfsbuch der Bühnentechnik. Limpert, Berlin 1942.
- Die Zerstörung der Hamburger Theater im Kriege 1939–1945. In: Paul Theodor Hoffmann (Hrsg.): Hamburger Jahrbuch für Theater und Musik 1947–48. Hamburg 1947.
- ABC der Theatertechnik. Sachwörterbuch. Marhold, Halle/Saale 1950.
- mit Ernst Friedrich Burckhardt: Die Bühnentechnik im Theaterbau. In: Bauen + Wohnen. 12 (1958), Heft 9: Theaterbau. S. 294–299 (Digitalisat).
- Wie das Dresdner Opernhaus 1948 vor dem Abbruch gerettet wurde. In: Maske und Kothurn. H. Böhlaus Nachf., Band 11 (1965), S. 110–119.
- Theaterbau und Bühnentechnik. In: Martin Hürlimann (Hrsg.): Das Atlantisbuch des Theaters. Zürich und Freiburg 1966, S. 134 f.
- Theatertechnik. Klasing, Berlin/Bielefeld 1969.